# N,N-Dimethyltetradecylamin-N-oxid
N,N-Dimethyltetradecylamin-N-oxid ist eine chemische Verbindung aus der Gruppe der Aminoxide.

## Gewinnung und Darstellung
Um N,N-Dimethyltetradecylamin-N-oxid herzustellen muss schlicht das N,N-Dimethyltetradecylamin oxidiert werden. Als Oxidationsmittel kann Wasserstoffperoxid in wässriger Lösung mit 30 Gewichts-Prozent verwendet werden. Die Isolation des Produkts ist dabei etwas aufwändig, was hauptsächlich an dem hohen hygroskopischen Charakter der N-Oxide liegt. Restwasser kann aber gut durch Azeotropbildung mit Lösungsmitteln wie Benzol oder Toluol im Rotationsverdampfer abgetrennt werden. Soll besonders trockenes Produkt erhalten werden, kann noch im Exsikkator weiter getrocknet werden. Zur Abtrennung von Eduktresten hingegen kann aus Aceton umkristallisiert werden.

## Eigenschaften
N,N-Dimethyltetradecylamin-N-oxid ist ein brennbarer, schwer entzündbarer, weißer Feststoff, der löslich in Wasser ist.

## Verwendung
N,N-Dimethyltetradecylamin-N-oxid wird als Emulgator, Tensid, Antistatikum, Stoff mit reinigender Wirkung, Haarspülung, Schaumbildner und Lösungsvermittler verwendet.
Myristaminoxid gehört zu einer Klasse von Chemikalien, die als Alkyldimethylaminoxide (Aminoxide) bezeichnet werden. Es handelt sich dabei um dipolare Tenside, die im Allgemeinen in Detergenzien in Verbindung mit anderen Tensiden verwendet werden. Es ist häufig Bestandteil von Mischungen aus Dimethyl(C10–C16-alkyl)amin-N-oxid (ADAO) und Dimethyldodecylamin-N-oxid (DDAO). In der Konsumgüter- und Kosmetikindustrie werden diese Chemikalien als Schaumstabilisatoren, Verdickungs- und Erweichungsmittel sowie als Emulgatoren und Konditionierungsmittel verwendet.

## Externe Links zu erwähnten Verbindungen
1. ↑  Externe Identifikatoren von bzw. Datenbank-Links zu N,N-Dimethyl-1-tetradecanamin:  CAS-Nr.: 112-75-4, EG-Nr.: 204-002-4, ECHA-InfoCard: 100.003.639, GESTIS: 101807, PubChem: 8211, ChemSpider: 7919, Wikidata: Q24817433.